# Apotrigona nebulata
Apotrigona nebulata är en biart som först beskrevs av Smith 1854.  Apotrigona nebulata ingår i släktet Apotrigona och familjen långtungebin. Inga underarter finns listade.

## Utseende
Ett tämligen litet bi med övervägande svart huvud och mellankropp. Käkarna och ansiktet är dock i huvudsak gula, mellankroppen kan ha gula markeringar på den främre delen. Bakkroppen är rödaktig, utan några tydliga mönster, och ljusare på sidorna. Arten har kort, brandgulaktig hårväxt.

## Ekologi
Släktet Apotrigona tillhör de gaddlösa bina, ett tribus (Meliponini) av sociala bin som saknar fungerande gadd. De har dock kraftiga käkar, och kan bitas ordentligt. Som många arter av gaddlösa bin är biet en viktig pollinatör av ekonomisk betydelse för jordbruket. Det förekommer att man skördar honung från vildlevande samhällen.
Arten är födogeneralist, och flyger till blommor ur många släkten och familjer, som Spermacoce i måreväxter, Dacryodes i Burseraceae (en familj i kinesträdordningen), Elephantopus och Vernonia i korgblommiga växter, Haronga i johannesörtsväxter, batatsläktet i vindeväxter, passionsblommor i passionsblommeväxter, sesamer i sesamväxter samt urenasläktet i malvaväxter.

## Utbredning
Utbredningsområdet omfattar Central- och Västafrika från Nigeria, Ghana, Liberia till Gabon och Kongo-Kinshasa.